# Christine Boutin
Pour les articles homonymes, voir Boutin.
Christine Boutin, née Christine Martin le 6 février 1944 à Levroux (Indre), est une femme politique française. Elle est membre successivement ou concomitamment de l'UDF (CDS puis FD), de l'UMP et du FRS — qu’elle a fondé et qui devient par la suite le PCD puis VIA.
Élue maire d'Auffargis en 1980 puis députée des Yvelines à partir de 1986, elle se réclame des valeurs catholiques et s'oppose notamment au PACS, puis au mariage homosexuel.
Sous l’étiquette du FRS, elle se présente à l'élection présidentielle de 2002, à laquelle elle arrive avant-dernière du premier tour avec 1,2 % des suffrages. Entre 2007 et 2009, elle est ministre du Logement et de la Ville, puis uniquement du Logement.
Elle se retire de la vie politique en 2017.

## Biographie

### Origines, études et vie de famille
Christine Boutin, née Martin, est la fille de Xavier Martin, journaliste, et de Bernadette Durand, femme au foyer. Sa mère meurt alors qu'elle n'a que cinq ans. Son grand-père, Romain Martin, était chef de gare à Nantes. Issue d'une famille essentiellement berrichonne (depuis le XVIIe siècle), son trisaïeul Godefroy Étienne Martin a été maire de Reuilly (Indre).
Elle effectue sa scolarité à Tours, puis des études de droit à l'université de Paris-II Assas. Après une maîtrise de droit public, elle change d'orientation professionnelle et devient, comme son père, journaliste.
En 1967, Christine Martin épouse Louis Boutin, son cousin germain, informaticien, dont elle a trois enfants : Loïc, Armelle et Pierre-Yves.
Un mariage catholique entre cousins germains est invalide du point de vue du droit canonique mais peut recevoir une dispense, ce qui est le cas ici. L'existence d'une telle dispense a fait l'objet de commentaires,, notamment dans le contexte de l'opposition de la présidente du Parti chrétien-démocrate au mariage homosexuel.

### Carrière professionnelle
Christine Boutin est successivement attachée de presse au CNRS (1964-1969), adjointe au chef de service du secrétariat général du Crédit agricole (1973-1979), journaliste à Dossier familial, le mensuel du Crédit agricole (jusqu'en 1986), et consulteur du Conseil pontifical pour la famille au Saint-Siège (1995).

### Parcours politique

#### Élue locale
Selon Christine Boutin, c'est l'adoption de la loi Veil dépénalisant l'avortement, en 1975, qui est à l'origine de son engagement en politique ; elle qualifie ce texte de « coup de poignard dans le cœur ».
Sa carrière politique commence lorsqu'elle se présente aux élections municipales de 1977 dans le département des Yvelines et est élue conseillère municipale d'Auffargis. Trois ans plus tard, en 1980, elle devient maire de la commune.
En 1982, Christine Boutin est élue conseillère générale des Yvelines dans le canton de Rambouillet. L'année suivante, elle ne se représente pas à Auffargis, mais est élue au conseil municipal de Rambouillet et devient adjointe au maire.
Elle abandonne en 2001 ses fonctions municipales pour se consacrer à sa fonction de vice-présidente du conseil général des Yvelines et de députée de ce même département.
Elle assure, à partir du 22 mai 2009, la fonction de présidente par intérim du conseil général des Yvelines, en remplacement de Pierre Bédier. Alain Schmitz lui succède le 3 juillet 2009.

#### Députée française
Elle est élue députée lors des élections législatives de 1986, à la tête d'une liste se réclamant de l'ancien Premier ministre centriste Raymond Barre.
Son siège à l’Assemblée nationale lui permet de défendre ses valeurs inspirées par le catholicisme. Un moment important de sa carrière politique a été sa présence remarquée dans le débat du projet de loi instituant le pacte civil de solidarité (PACS). Elle a notamment tenu la parole pendant 5 h 25 d'affilée lors d'un discours contre le PACS à l'Assemblée nationale en 1998.
Après son départ du gouvernement, en juin 2009, elle renonce à son siège de députée, ce qui provoque une élection partielle, remportée par son ancien suppléant, Jean-Frédéric Poisson.

#### Élection présidentielle de 2002
En février 2001, elle lance le Forum des républicains sociaux (FRS). En décembre 2001, elle est suspendue de l'UDF en raison de sa candidature annoncée à l'élection présidentielle de 2002 alors que le président de l'UDF, François Bayrou, se présente également. À cette élection, sous l'étiquette du FRS, elle ne remporte que 1,19 % des suffrages (339 112 voix), se positionnant avant-dernière des seize candidats présents au premier tour.
Elle est néanmoins réélue députée le 16 juin 2002, dans la dixième circonscription des Yvelines. Elle fait partie du groupe UMP. Durant la campagne pour le référendum sur le projet de Constitution européenne, elle fait campagne pour le « non ».

#### Ministre du Logement et de la Ville

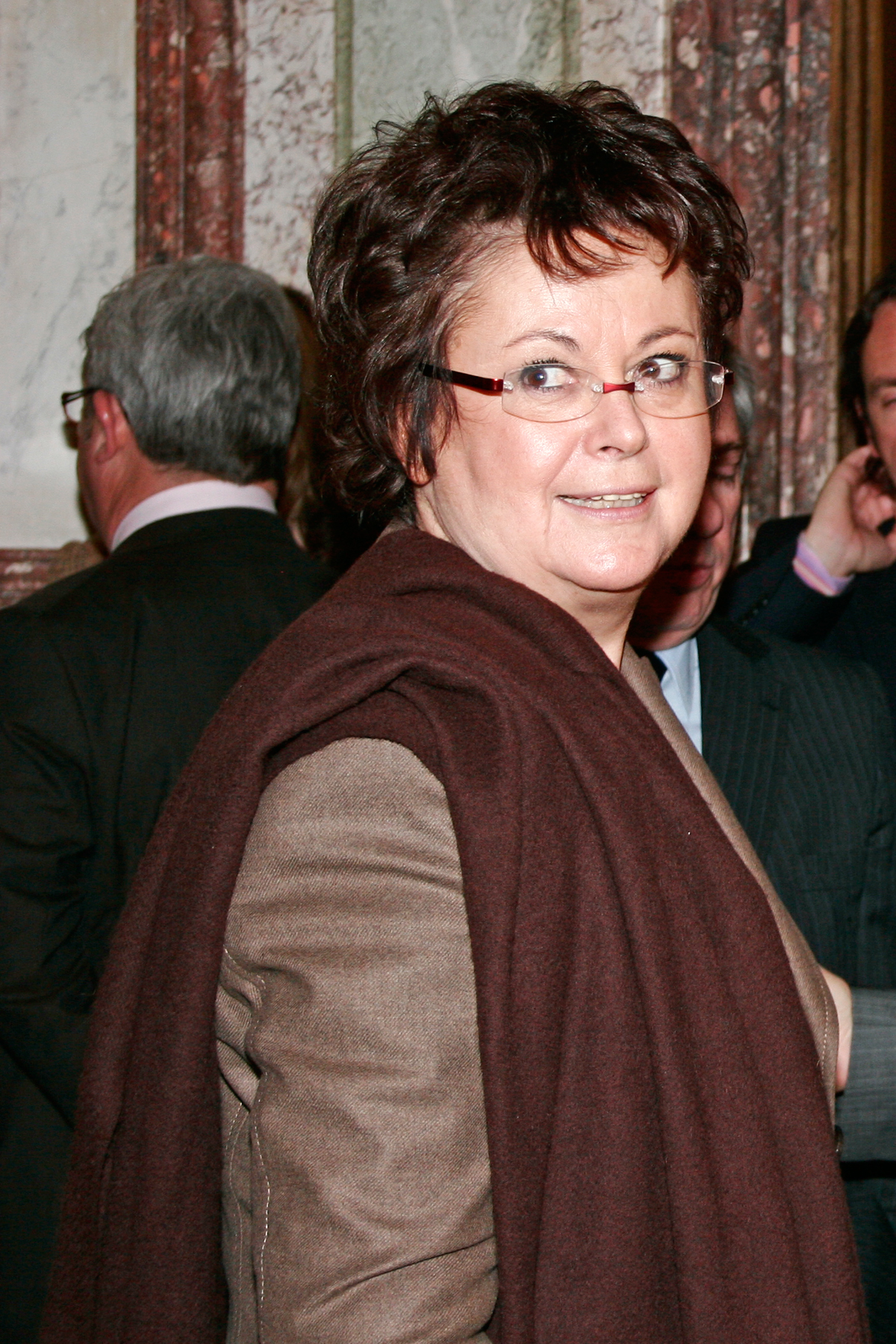
Christine Boutin en 2007.

En 2006, Christine Boutin décide de ne pas se représenter à l'élection présidentielle de 2007 par peur d'un « 21 avril à l'envers ». Elle soutient, dès le premier tour, Nicolas Sarkozy, « le meilleur candidat de la droite républicaine », dont elle devient l'une des conseillères politiques. Dans une interview accordée cinq ans plus tard, Christine Boutin reconnaît avoir négocié son soutien en échange de la promesse de Nicolas Sarkozy de ne légiférer ni sur le mariage homosexuel ni sur l'euthanasie.
Elle est nommée le 17 mai 2007 ministre du Logement et de la Ville du premier gouvernement Fillon, à la suite de prises de position en faveur du droit au logement opposable. Elle est réélue le 17 juin 2007 députée dans la dixième circonscription des Yvelines avec 58,37 % des voix.
Elle fait partie du deuxième gouvernement Fillon, formé le 19 juin 2007. Pendant deux semaines, du 17 au 28 septembre 2007, elle a implanté son ministère à Lyon pour lancer le « Chantier national pour le logement ».
Elle appelle dans son cabinet plusieurs personnalités proches des milieux catholiques conservateurs ce qui inquiète le milieu associatif laïc. En décembre 2007, son directeur de cabinet Jean-Paul Bolufer, réputé pour ses prises de position contre l'avortement et l'homosexualité, doit démissionner après que le journal Le Canard enchaîné a révélé qu'il louait un appartement de standing à Paris de 190 m2 pour un montant équivalent à celui du loyer d'un logement HLM (6,30 euros/m2). Il est remplacé par Alain Lecomte, auparavant directeur général de l'urbanisme, de l'habitat et de la construction.
La feuille de route de son action ministérielle est de réussir la construction de 500 000 nouveaux logements par an, dont 120 000 logements sociaux, de faire de la France un pays de propriétaires où 70 % de la population pourra être propriétaire et de mettre en œuvre le droit au logement opposable. La maison à quinze euros par jour, est dans ce contexte un élément important de son action.

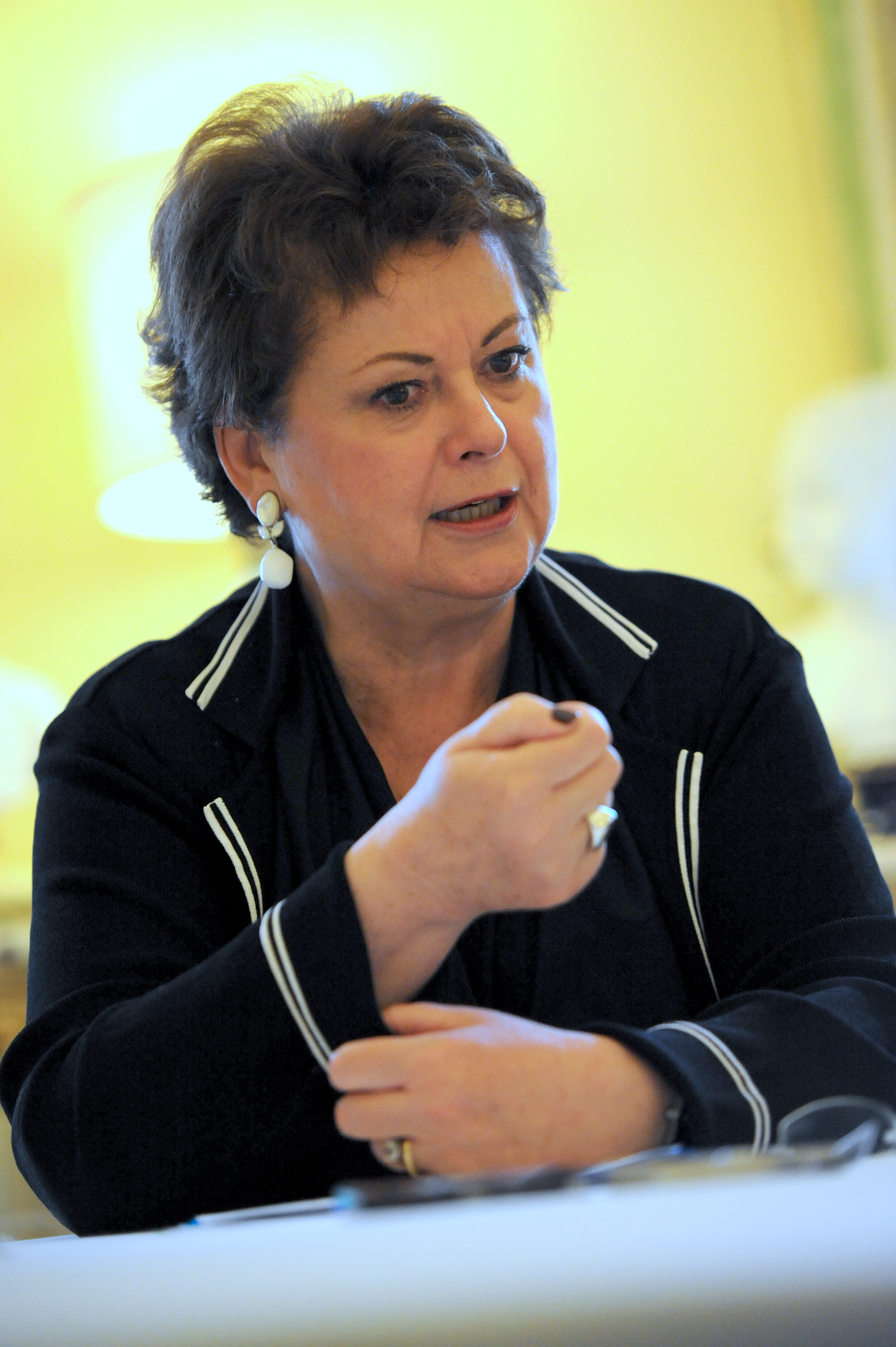
Christine Boutin, Ministre du Logement et de la Ville, le 14 mai 2009 à son bureau.

En novembre 2008, les associations qui défendent les mal logés l'accusent de ne pas respecter la liberté individuelle quand elle plaide, avec le soutien du président de la République et du Premier ministre, pour l'assistance des personnes, afin que la société ne laisse pas mourir ses membres les plus fragiles dans la rue. [réf. nécessaire]
Ses relations avec Fadela Amara, la secrétaire d'État chargée de la politique de la ville, apparaissent conflictuelles,. Christine Boutin concentre son approche sur le décloisonnement physique des quartiers fragiles, sur la mobilité des individus au sein de l'ensemble de la ville et sur l'échange et le contact entre les personnes. [réf. nécessaire]
Par le décret du 15 janvier 2009, ses attributions ont été restreintes au seul ministère du Logement sans secrétaire d'État délégué auprès d'elle. Puis, lors du remaniement ministériel du 23 juin 2009, le ministère du Logement est remplacé par un secrétariat d'État au Logement dépendant du ministère de l'Écologie, de l'Énergie, du Développement durable et de la Mer et confié à Benoist Apparu.

#### Après son départ du gouvernement
Contestant la manière dont elle a été écartée du gouvernement, elle refuse la traditionnelle cérémonie de passation de pouvoirs à son successeur, et critique dans la presse François Fillon et ses anciens collègues ministres. Après avoir décliné un poste d'ambassadeur au Vatican, Christine Boutin décide de mettre un terme à sa carrière parlementaire.
En décembre 2009, une mission sur « les conséquences sociales de la mondialisation » lui est confiée pour enrichir les propositions du G20. Le poste évolue en avril 2010 en collaborateur de cabinet du ministre du Travail Éric Woerth, avec une rémunération de 9 500 euros par mois, qu'elle cumule à une retraite mensuelle de députée et conseillère générale de 8 600 euros. Selon Le Canard enchaîné, qui publie cette information le 9 juin 2010, cette nomination aurait permis à Nicolas Sarkozy de faire taire les critiques de l'ancienne ministre envers le gouvernement et d'écarter son éventuelle candidature à l'élection présidentielle de 2012. Face aux nombreuses réactions politiques et médiatiques, Christine Boutin déclare le lendemain poursuivre sa mission de « façon gracieuse », et une semaine plus tard, les ministres en exercice renoncent à cumuler leur salaires avec leurs retraites parlementaires.
Christine Boutin remet un rapport intermédiaire au président de la République le 9 décembre 2010.
Le 21 juin 2011, elle annonce sa candidature à l'élection présidentielle de 2012. Elle détaille son programme à Écully (Rhône) le 11 septembre. « La France attend un vrai big bang basé sur nos racines judéo-chrétiennes » déclare-t-elle. Elle est notamment favorable à un revenu de base pour tous les Français, au rétablissement du service national et au droit du sang. Après avoir fait état en décembre, de ses difficultés à recueillir les 500 signatures et accusé le président de la République d'en être responsable, elle retire sa candidature le 13 février 2012, lors du journal de 20 heures de TF1, et apporte son soutien à Nicolas Sarkozy, pas encore officiellement candidat. Se déclarant satisfaite des « premiers engagements » pris par le chef de l’État, Christine Boutin détaille ainsi leurs points de convergences : « apporter des « idées neuves » aux Français, revaloriser le travail, développer le recours au référendum, conforter la famille, refuser le mariage entre personnes de même sexe et l'union civile, rejeter l'euthanasie, réaffirmer les racines judéo-chrétiennes de la France ». À la suite de son retrait de la présidentielle, elle obtient que l'UMP lui rembourse les 800 000 euros de subventions que chaque candidat perçoit lorsqu'il se présente à l'élection.
Dans une interview accordée en fin de mandat de Nicolas Sarkozy, Christine Boutin reconnaîtra sur un chat du site Rue89, en septembre 2011, avoir négocié son retrait en échange de deux promesses du président de la République : ne légiférer ni sur le mariage homosexuel, ni sur l'euthanasie. Elle déclare à propos de Sarkozy : « Non il ne m'avait pas promis un poste, il m'avait promis qu'il n'y aurait pas d'euthanasie et de mariage homosexuel. Donc voilà. Mais c'est tout, j'ai eu un poste de ministre, très bien, je suis très heureuse d'avoir eu cette responsabilité, que je ne souhaite absolument pas avoir maintenant ».
Le 26 septembre 2012, elle annonce qu'elle soutient Jean-François Copé lors du congrès pour la présidence de l'UMP.
Le 9 juillet 2013, elle annonce sa démission de la présidence du PCD. Charles-Henri Jamin lui succède comme président par intérim. Le parti précise que « tout en restant adhérente du PCD », elle « ne quitte pas la politique pour autant et continuer[a] son combat », ce geste de démission s’expliquant par l’investissement prochain de Christine Boutin dans « un projet européen assez vaste autour de la défense de la famille et des valeurs morales ». Elle annonce le 26 septembre qu'elle sera elle-même candidate sous l'étiquette « Force-vie », lequel présentera une liste dans chacune des circonscriptions. Le 3 octobre 2013, elle est désignée présidente d'honneur du parti,.
Le 25 mai 2014, elle n'est pas élue au Parlement européen, sa liste obtenant 1,14 % des voix en Île-de-France, où elle se présentait, et sa formation « Force-vie » recueillant 0,74 % des suffrages exprimés à l'échelle nationale, soit 139 919 voix,. N'ayant pu atteindre le seuil des 3 % de voix, nécessaire pour obtenir le remboursement de la campagne, le parti de Christine Boutin serait endetté à hauteur d'un million d'euros, ce qui l'oblige à lancer un appel aux dons.
En 2015, il est révélé que son livre Qu'est-ce que le Parti chrétien-démocrate ? ne s'est écoulé qu'à 38 exemplaires après cinq ans de commercialisation, ce qui en fait le livre politique ayant eu le moins de succès. Ces faibles ventes sont décrites par Sud Ouest comme « un flop historique ». En 2016, ce chiffre s'élève à 58 exemplaires.
Lors de la campagne pour l'élection présidentielle de 2017, le PCD présente son propre candidat, Jean-Frédéric Poisson, aux primaires de la droite et du centre. À la suite de l'élimination de ce dernier au premier tour, Christine Boutin choisit de soutenir François Fillon. Lorsque la candidature de ce dernier est mise en danger par les enquêtes dont il fait l'objet, Christine Boutin demande le retrait de sa candidature et propose que François Fillon soit remplacé par le président du Sénat Gérard Larcher. Le 23 avril 2017, alors que François Fillon n'arrive qu'en troisième position au premier tour de l'élection présidentielle, Christine Boutin refuse d'appeler à voter pour le candidat d'En marche ! Emmanuel Macron et déclare qu'elle votera Marine Le Pen, candidate du Front national, pour faire barrage à Emmanuel Macron ; elle précise toutefois que son geste « n'est pas un vote d'adhésion au Front national ». Dans la foulée, Valérie Pécresse demande son exclusion des Républicains. Le 21 octobre 2017, quelques mois après l'élection d'Emmanuel Macron, elle précise avoir « toute [s]a vie combattu le FN », mais souhaitait, en tant qu'« anti-Macron « primaire » », que celui-ci fasse « le score le plus bas possible ».

#### Retrait de la vie politique
Elle annonce son retrait de la vie politique le 20 octobre 2017, à l'âge de 73 ans, tout en conservant la présidence d'honneur de son parti,,. Elle démissionne ainsi de son mandat de conseillère départementale des Yvelines,. Le président du conseil départemental, Pierre Bédier, lui remet alors la médaille du département. Elle décide de se consacrer à ses études de théologie à l'Institut catholique de Paris.
Lors de la campagne présidentielle de 2022, elle prend position en faveur d'Éric Zemmour car il « est le seul à choisir la priorité biologique ».
À l'issue du premier tour des élections législatives françaises de 2024, elle appelle à donner une majorité absolue au Rassemblement national, en invitant sur les réseaux sociaux à « [confirmer] notre vote RN sans trouble » et demandant que « tous les Français qui se sentent de droite votent RN »[réf. souhaitée].

## Prises de position
À la fin des années 2000, Christine Boutin se réclame des valeurs catholiques et de la « droite humaniste »,, et expose régulièrement ses idées, ce qui provoque souvent débats, controverses et protestations.

### Avortement et euthanasie
Extrait des statuts du Forum des républicains sociaux : « Respecter la dignité de toute personne humaine, de sa conception à sa mort naturelle, avec la préoccupation prioritaire du plus faible ».
De ce fondement découlent toutes ses prises de position sur les questions de société. Elle s'oppose en particulier à l'avortement (qu'elle considère comme un geste « eugéniste et inhumain ») et à l'euthanasie, au profit d'autres solutions : promotion des soins palliatifs et dépôt en janvier 2005, en tant que députée, d'une « Proposition de loi tendant à favoriser l'aide aux femmes enceintes en difficulté », Proposition qui demande qu'aucune pression ne soit exercée sur la femme enceinte pour l'inciter à avoir recours à l'IVG, qu'elle soit informée sur ses droits, les aides financières qu'elle peut obtenir et les associations qui peuvent l'accompagner, que soit créé un Observatoire public sur la prévention de l'IVG et un Fonds de prévention de l'IVG destiné à subvenir aux besoins des associations et organismes d'accompagnement des femmes enceintes en difficulté afin de les aider à mener leur grossesse à terme.
Des militants prochoix s'interrogent sur la rhétorique utilisée par la députée des Yvelines pour soutenir son projet : sa condamnation de ceux qui font « pression pour inciter les femmes à avoir recours à l’IVG » et sa perception de l'IVG comme « rarement libre et volontaire » (lui refusant la faculté d'être un choix assumé) peut être analysée comme une condamnation du droit à l’avortement.
Lors de son premier mandat de député, Christine Boutin a été coprésidente, avec l'ancien député RPR Hector Rolland, et Michel de Rostolan, ancien député apparenté FN de l'Essonne d'un « groupe d'études parlementaire pour favoriser l'accueil de la vie ».
En 1993, elle participe à la fondation de l'Alliance pour les droits de la vie, association qui vise à « faire des droits de la vie humaine et du respect de toute personne des priorités politiques et sociales ».
En 1995, elle est nommée consulteur au Conseil pontifical pour la famille créé par Jean-Paul II. Elle travaille par ailleurs à l'Assemblée nationale sur ce thème en rédigeant avec Étienne Pinte et une centaine de parlementaires le rapport « Oser la Famille » en janvier 1997. Cette même année, elle manifestera lors des 20 ans de la loi Veil.
En 2008, elle prend position dans l'affaire Chantal Sébire - cette mère de famille atteinte d'une tumeur incurable qui réclamait à la justice le droit de mourir - en se déclarant « scandalisée qu'on puisse envisager de donner la mort à cette femme parce qu'elle souffre et qu'elle est difforme ».

### PACS et mariage homosexuel

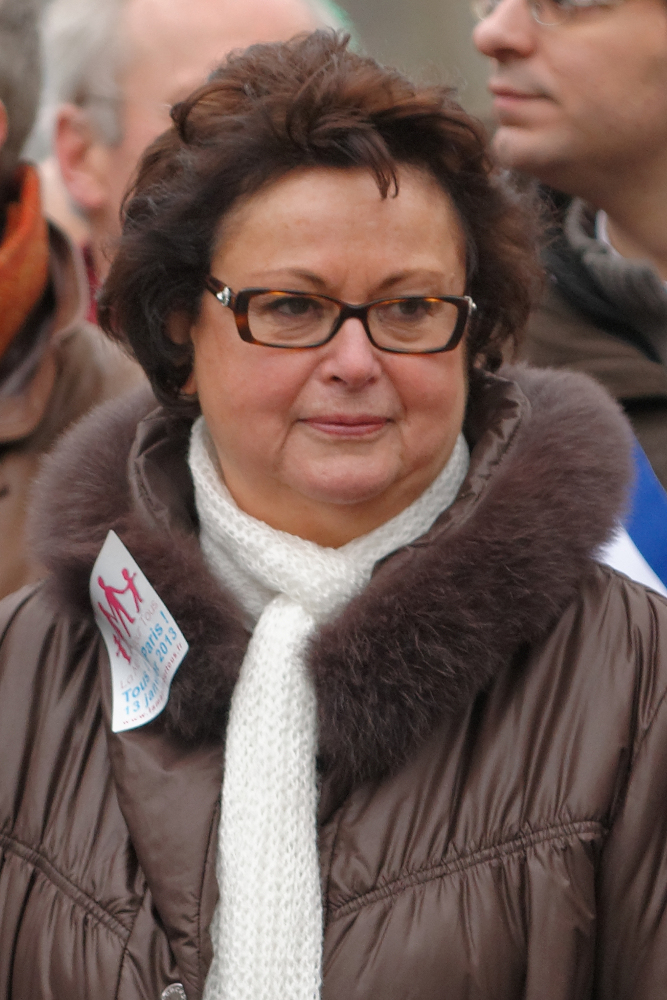
Christine Boutin lors de la « manif pour tous » en janvier 2013.

Christine Boutin s'oppose à l'adoption d'enfants par des couples LGBT et aux diverses formes de reconnaissance de l'union entre personnes homosexuelles, puisqu'elle considère que le mariage a été institué pour qu'un homme et une femme aient les moyens de faire des enfants. Dans son ouvrage Le Mariage des homosexuels (paru en 1998), Christine Boutin se demande : « où placera-t-on la frontière, pour un enfant adopté, entre l'homosexualité et la pédophilie ? ».
En 1998, elle est le chef de file et la représentante de la droite parlementaire (RPR/UDF) dans le débat sur le PACS et elle déclare le 3 novembre 1998 lors du débat sur le PACS à l'Assemblée nationale : « Qu’est-ce que l’homosexualité, sinon l’impossibilité d’un être à pouvoir atteindre l’autre dans sa différence sexuelle ? […] Toutes ces acrobaties biologiques et sociales pour justifier l’accession d’un couple homosexuel à la paternité ou la maternité me semblent relever d’un fantasme narcissique d’auto-engendrement. » Elle se fait remarquer aussi en brandissant un livre épais dans l'hémicycle pendant les débats ; il s'agit de la Bible pour certains, ou du règlement de l'Assemblée nationale d'après l'intéressée, bien qu'elle ait affirmé que « au moment du PACS, où ça a été fameux, j'ai sorti ma Bible… », la retirant par ailleurs de son sac afin de la présenter au journaliste qui l'interviewait. Le compte-rendu de l'Assemblée nationale et les témoins présents témoignent de la véracité de l'« anecdote » de la Bible brandie.
Elle dit « aimer les homosexuels » et déclare entretenir de bonnes relations avec les associations homosexuelles ; cependant, le 27 janvier 2002, l'association Act Up-Paris perturba son meeting au Zénith de Paris en déployant une banderole proclamant : « homophobes ».

### Homosexualité
Le 24 mars 2013, victime des gaz lacrymogènes utilisés par les forces de l'ordre, en marge d'une manifestation des opposants au mariage entre personnes de même sexe, à Paris, elle réclame la démission de Manuel Valls, alors ministre de l'Intérieur. Cet incident est considéré par ses opposants comme étant exagéré et suscite leur ironie.
Le soir de la manifestation du 26 mai 2013, elle déclare au micro de RMC que l'homosexualité est une « mode ».
En février 2014, dans un entretien à la revue Charles, elle déclare que « l'homosexualité est une abomination »,. Ces propos sont vivement condamnés par l'UMP, dont elle a été membre. Le 11 avril 2014, l'Inter-LGBT dépose plainte pour « diffamation » et « incitation à la haine », en affirmant que Christine Boutin « tient ce genre de propos depuis quinze ans ». Quelques heures plus tard, elle déclare que ses propos étaient « maladroits », et indique qu'elle voit dans ce dépôt de plainte la poursuite du combat du mouvement LGBT « contre toutes les valeurs de promotion de la famille et de la défense du plus fragile, en l'occurrence l'enfant », qu'elle dit porter « indéfectiblement en politique depuis toujours ». La déclaration de Christine Boutin à l'origine de procès est : « l'homosexualité est une abomination. Mais pas la personne. Le péché n'est jamais acceptable, mais le pécheur est toujours pardonné ». « Ce que l'on entend dans vos propos, c'est que les homosexuels sont une abomination » résume le procureur, indiquant en outre que le parquet a reçu 500 plaintes de particuliers indignés par cette déclaration,,. Le 18 décembre 2015, Christine Boutin est condamnée par le tribunal de grande instance de Paris à 5 000 euros d'amende pour incitation à la haine, alors que le procureur avait requis 3 000 euros d'amende. Elle doit en outre payer 2 000 euros de dommages aux deux associations qui s'étaient constituées parties civiles (Mousse et Le Refuge). Elle déclare, en février 2016 : « Oui j'ai été condamnée sur ce sujet, mais je fais appel. Je pense que c'est plutôt un problème qui touche à la liberté d'expression ». « Je ne condamne absolument pas l'homosexualité, je dis que les homosexuels font ce qu'ils peuvent comme chacun de nous. Si j'ai pu blesser par mes propos des personnes homosexuelles je le regrette profondément ». La condamnation pour incitation à la haine contre les homosexuels est confirmée en appel le 2 novembre 2016 pour être finalement annulée par la Cour de cassation, en date du 9 janvier 2018,. Elle réagit à la décision en déclarant être « heureuse d'être blanchie par cet arrêt de la plus haute cour française » et qu'elle est « surtout satisfaite de constater que la Cour de cassation a confirmé que la liberté d'expression et la liberté de conscience existaient toujours dans notre pays ».
Le 27 juin 2017, elle déclare : « tous les chefs d’État sont contraints par la finance mondiale d’autoriser le mariage homosexuel s’ils veulent rester ! » et elle ajoute que « Ça ira beaucoup plus loin ».

### Prison et insertion
Depuis septembre 2010, elle est administratrice de l'Association nationale de la justice réparatrice. Cette structure propose de mettre en lien un auteur et une victime de crime ou de délit, dans l'objectif de lutter contre la récidive.

### Harcèlement sexuel
En mai 2016, Christine Boutin se désolidarise de 17 anciennes ministres qui avaient dénoncé dans Le Journal du dimanche les comportements déplacés de certains hommes politiques. Ces dénonciations font suite aux accusations de harcèlement sexuel apportées à l'encontre de Denis Baupin. Elle ajoute que tous les hommes ne sont pas des obsédés sexuels, elle défend la « gauloiserie » qui, selon elle, « fait partie de l'identité française » et elle appelle « à ne pas tomber dans le puritanisme ».

### Revenu de base
En 2003, au terme d'une mission parlementaire pour le compte de Premier ministre Jean-Pierre Raffarin, sur le thème l'isolement et la fragilisation du lien social en France, elle milite pour l'établissement d'un « revenu minimum d'existence », garanti à toute personne : le dividende universel. Cette proposition économique permet à la fois de sortir de la misère, de marquer un nouveau sentiment d'appartenance et de favoriser la recherche d'activité. Elle résulte essentiellement de travaux d'économistes comme Yoland Bresson ou de philosophes comme Jean-Marc Ferry[réf. souhaitée].
Selon Christine Boutin, cette mesure est une vraie rupture de société, apportant une réponse globale, ouvrant de nouvelles perspectives, donnant le moyen de valoriser tous les temps, toutes les situations personnelles, toutes les formes d'activité. Elle propose également des modes de financement du revenu de base, qui est à l'image de ce qui est mis en œuvre en Alaska mais aussi au Brésil. Elle propose un montant de 330 euros « tout juste suffisant pour survivre », et elle critique la proposition de Dominique Villepin : « En fixant son revenu citoyen à 850 euros, et non comme le Parti chrétien démocrate [la formation de Christine Boutin] à 400 euros, il encourage l’oisiveté et discrédite le goût de l’effort ». Alternatives économiques voit chez Christine Boutin une proposition de dividende universel à 330 euros et analyse ce projet comme « classiquement libéral », ce dividende permettant selon le magazine de « réduire les charges sociales patronales et les dépenses publiques d’État, en limitant le champ de la protection sociale ».

### Droit au logement opposable
Malgré son isolement à droite sur ce thème, elle est la première à déposer une proposition de loi instituant le droit au logement opposable. Grâce au succès médiatique du campement de SDF du canal Saint-Martin organisé par Les Enfants de Don Quichotte de décembre 2006 à janvier 2007, Jacques Chirac et le gouvernement acceptent l'idée d'un tel droit. Le projet de loi est déposé dans la foulée et Christine Boutin, en tant que spécialiste, est nommée rapporteur du texte à l'Assemblée nationale. Nommée ministre du logement et de la Ville en mai 2007, elle est chargée de sa mise en œuvre. Le droit au logement opposable oblige à avoir une mobilisation complète de l'ensemble des acteurs du logement afin de créer une dynamique dans l'ensemble de la chaîne du logement, de celui qui n'a pas de logement à celui qui est très bien logé.

### Culture
Christine Boutin a fait partie des principaux opposants de la majorité à la loi DADVSI. Elle a notamment rencontré Richard Stallman en juin 2006 pour discuter avec lui des enjeux de cette loi et de son impact sur le logiciel libre.
Elle est à l'origine, avec d'autres députés, de la proposition de licence globale.
En 2010, Christine Boutin, alors ministre, a combattu le festival de metal Hellfest, en dénonçant dans les médias « l'incitation à la haine » des paroles. Elle envoie aussi une lettre aux brasseries Kronenbourg, principal sponsor du festival, souhaitant les convaincre de stopper le financement de la manifestation, en écrivant notamment que le festival « promeut et véhicule la culture de la mort ».

### Thèses conspirationnistes
En 2006, elle relaie une théorie du complot en déclarant qu'il est possible que George W. Bush soit à l'origine des attentats du 11 septembre 2001,. En 2011, elle relaye une autre thèse conspirationniste au sujet de l'affaire Dominique Strauss-Kahn, estimant que celui-ci a vraisemblablement été piégé : elle estime que « ça peut venir du FMI, ça peut venir de la droite française, ça peut venir de la gauche française »,.

### Sur l'Iran et le gouvernement français
En novembre 2013, Christine Boutin apparaît voilée d'un foulard bleu à la télévision iranienne, au côté de Jean-Claude Martinez. Critiquant vivement François Hollande au moment même où la France et l'Iran s'opposent en matière d'armement nucléaire, elle déclare douter que le président français puisse parvenir au terme de son quinquennat. Peu après, elle affirme ne plus se souvenir des propos qu'elle a tenus lors de son bref séjour en République islamique d'Iran mais fait l'éloge du régime de ce pays en ces termes : « Là-bas il y a des églises, des croix, des écoles chrétiennes, des prêtres chrétiens et cinq postes de députés réservés pour les minorités, même si tout n'est pas parfait ».

### Sur le royalisme
Le 21 janvier 2013, sur le réseau social Twitter, Christine Boutin diffuse le testament du roi Louis XVI, accompagné du commentaire : « En hommage à Louis XVI dont le testament révèle son amour pour Dieu, sa famille et son peuple ».
Le 17 mai 2014 à Paris, lors d'une procession dédiée à Saint Louis organisée par l'association Oriflammes, Christine Boutin, interrogée par le média légitimiste Vexilla Galliae, confie : « Vous savez, je suis une femme politique, la France est républicaine donc je suis obligée, dans mon temps de passage sur Terre, de respecter les codes qui régissent mon pays. Mais moi, je n’ai jamais assumé la mort de Louis XVI et celle de Marie-Antoinette ». Elle affirme ensuite que la présence du prince Louis-Alphonse de Bourbon lui inspire « beaucoup de respect ». Elle ajoute enfin : « Je fais partie des citoyens français qui, discrètement, le 21 janvier, se rendent à la messe en mémoire de Louis XVI ».

### Solidarité avec les chrétiens d'Orient
Comme d'autres personnalités, dont beaucoup lui sont idéologiquement proches, elle accole à son nom sur son compte Twitter un noun (ن, aussi appelé nūn par les arabisants), lettre de l'alphabet arabe qui est l'initiale d'un mot signifiant « chrétiens » et qui a été apposée sur les portes des domiciles de ces derniers en Irak en 2014, lors de leur persécution, puis, à l'inverse de cette stigmatisation, a ensuite été repris comme symbole de ralliement par une partie de ceux qui les soutiennent à travers le monde. Elle se déclare, dans un de ses tweets, « solidaire des martyrs ».

## Réseaux sociaux
La présidente d’honneur du Parti chrétien-démocrate se méprend à plusieurs reprises[réf. nécessaire] sur des articles parodiques qu'elle confond avec de véritables informations.

### Le Gorafi
Le 3 février 2014, sur BFM TV, Christine Boutin démontre comment le gouvernement essaie de faire passer le report de la loi famille pour une temporisation bienvenue. Elle cite alors une formule qu'elle a pris soin de coucher sur papier. En effet, plutôt que de « recul », le gouvernement évoquerait, d'après elle, une « stratégie provisoire d'avancement à potentialité différée ». « C'est tellement complexe que j'ai voulu prendre exactement le titre », a précisé en direct Christine Boutin avant de livrer son analyse : « On voit très bien que pour l'instant, pour nous calmer, on nous dit "on va retirer", mais nous, ça nous endort pas du tout ».
La formule évoquée au premier degré par l'intéressée provenait en réalité du compte Twitter du Gorafi, un site qui parodie l'actualité politique.

## Détail des mandats et fonctions

### Au gouvernement
- 18 mai 2007 – 15 janvier 2009 : ministre du Logement et de la Ville.
- 15 janvier – 23 juin 2009 : ministre du Logement.

### À l’Assemblée nationale
- 2 avril 1986 – 19 juillet 2007 : députée, élue dans les Yvelines (1986-1988) puis dans la dixième circonscription des Yvelines (1988-2007).

### Au niveau local

#### Conseil municipal
- 1977-1980 : conseillère municipale d'Auffargis (Yvelines).
- 1980-1983 : maire d'Auffargis.
- 1983-2001 : adjointe au maire de Rambouillet (Yvelines).

#### Conseil général puis départemental
- 26 mars 1982 – 20 octobre 2017 : conseillère générale puis départementale des Yvelines.
- 1994-2008 : vice-présidente du conseil général des Yvelines, déléguée au développement économique, à l'emploi, au tourisme et à l'agriculture.
- 2008-2009 : vice-présidente du conseil général des Yvelines, déléguée aux personnes âgées, aux personnes handicapées et aux équipements médico-sociaux.
- mai 2009 – juillet 2009 : présidente du conseil général des Yvelines (par intérim).

### Au sein de partis politiques
- 1996-1997 : déléguée nationale du CDS.
- 2006-2007 : conseillère politique, pendant la campagne présidentielle de 2007, de Nicolas Sarkozy, président de l'UMP.
- Conseillère exécutive de l'UMP.

## Décorations
- Chevalière de la Légion d'honneur Nommée par un décret signé du président de la République, Nicolas Sarkozy, pour la promotion du 1er janvier 2011[133].
- Médaille du département des Yvelines (2017).

## Publications
- Une éthique sans citoyen (1991).
- Pour la défense de la vie, Téqui (1993).
- Le Mariage des homosexuels ? Cucs, Pic, Pacs et autres projets législatifs, Critérion (1998).
- Les Larmes de la république, Plon (1999).
- L'Embryon citoyen, Sarment (2001).
- Pour sortir de l'isolement, un nouveau projet de société. Rapport parlementaire au Premier ministre (2003).
- Je ne suis pas celle que vous croyez, édition First (2006).
- Chrétiens, de l'audace pour la politique, Parole et Silence (2009).
- Qu'est-ce que le Parti Chrétien-Démocrate ?, éditions de l'Archipel (2010).
  - Il s'agit du livre politique le moins bien vendu de France avec seulement 38 exemplaires écoulés en 5 ans[57].
- Les homosexuels font-ils encore peur ? avec Henry Chapier et Franck Chaumont, Mordicus (2010).
- Les nouvelles familles, Autrement (2011).
- Avec Marie-Joëlle Guillaume (collab.), Lettre ouverte à qui veut s’engager en politique pour servir la France et les Français, Paris, Téqui, 2024, 290 p.  (ISBN 978-2740326527).